# Championnat de Syrie de football 1989-1990
Navigation
Saison 1988-1989 Saison 1990-1991
La saison 1989-1990 du Championnat de Syrie de football est la dix-neuvième édition du championnat de première division en Syrie. Les douze meilleurs clubs du pays sont regroupés au sein d'une poule unique où ils s'affrontent deux fois au cours de la saison, à domicile et à l'extérieur. En fin de saison, deux clubs sont relégués et remplacés par les deux meilleurs clubs de deuxième division.
C'est le club d'Al Futuwa Deir ez-Zor qui remporte le championnat cette saison, après avoir terminé en tête du classement final, à égalité de points mais une meilleure différence de buts qu'Al-Karamah SC et neuf points d'avance sur un duo composé d'Al Wathba Homs et du triple tenant du titre, Jableh SC. C'est le tout premier titre de champion de Syrie de l'histoire du club, qui réussit même le doublé en s'imposant en finale de la Coupe de Syrie face à son dauphin, Al-Karamah SC.

## Les clubs participants
| - Al Futuwa Deir ez-Zor - Al-Karamah SC - Al Ittihad Alep - Jableh SC - Al Wathba Homs - Al Shorta Damas | - Tishreen SC - Al Jazira Damas - Al Wahda Damas - Promu de D2 - Al Majd Damas - Hurriya SC - Al Jihad Damas - Promu de D2 |

## Compétition

### Classement
Le barème utilisé pour établir le classement est le suivant :
- Victoire : 3 points
- Match nul : 1 point
- Défaite : 0 point

| Rang | Équipe                 | Pts | J  | G  | N  | P  | Bp | Bc | Diff |
| ---- | ---------------------- | --- | -- | -- | -- | -- | -- | -- | ---- |
| 1    | Al Futuwa Deir ez-ZorC | 43  | 22 | 12 | 7  | 3  | 30 | 15 | +15  |
| 2    | Al-Karamah SC          | 43  | 22 | 12 | 7  | 3  | 26 | 11 | +15  |
| 3    | Al Wathba Homs         | 34  | 22 | 8  | 9  | 5  | 32 | 20 | +12  |
| 4    | Jableh SCT             | 34  | 22 | 8  | 9  | 5  | 22 | 19 | +3   |
| 5    | Al Wahda DamasP        | 32  | 22 | 9  | 5  | 8  | 23 | 21 | +2   |
| 6    | Al Ittihad Alep        | 30  | 22 | 7  | 9  | 6  | 19 | 19 | 0    |
| 7    | Hurriya SC             | 28  | 22 | 6  | 10 | 6  | 25 | 24 | +1   |
| 8    | Tishreen SC            | 27  | 22 | 7  | 6  | 9  | 29 | 25 | +4   |
| 9    | Al Shorta Damas        | 24  | 22 | 6  | 6  | 10 | 12 | 26 | -14  |
| 10   | Al Jihad DamsP         | 22  | 22 | 5  | 7  | 10 | 17 | 26 | -9   |
| 11   | Al Jazira Damas        | 19  | 22 | 4  | 7  | 11 | 19 | 35 | -16  |
| 12   | Al Majd Damas          | 17  | 22 | 3  | 8  | 11 | 15 | 28 | -13  |

|  | Champion de Syrie 1989-1990                                                           |
|  | Relégation directe en deuxième division                                               |
|  | T : Tenant du titre C : Vainqueur de la Coupe de Syrie P : Promu de deuxième division |

## Bilan de la saison
| Championnat de Syrie de football 1989-1990                        |                                   |
| Champion                                                          | Al Futuwa Deir ez-Zor (1er titre) |
| Coupes et trophées                                                |                                   |
| Vainqueur de la Coupe de Syrie 1989-1990                          | Al Futuwa Deir ez-Zor             |
| Qualifications continentales                                      |                                   |
| Coupe d'Asie des clubs champions 1990-1991                        | Aucun                             |
| Promotions et relégations                                         |                                   |
| Promus en Syrian League                                           | Al Yaqza                          |
| Promus en Syrian League                                           | Hutteen SC                        |
| Relégués en Championnat de Syrie de football de deuxième division | Al Jazira Damas                   |
| Relégués en Championnat de Syrie de football de deuxième division | Al Majd Damas                     |